# Loye Miller

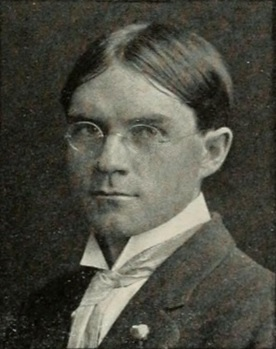

Loye Holmes Miller (* 18. Oktober 1874 in Minden, Louisiana; † 6. April 1970 in Davis, Kalifornien) war ein US-amerikanischer Paläornithologe. Er war Professor für Biologie an der University of California, Los Angeles (UCLA).
Miller studierte an der University of California, Berkeley, mit dem Master-Abschluss in Zoologie bei John C. Merriam (einem Paläontologen und Schüler von Karl Alfred von Zittel) 1903 und war danach zunächst Instructor für Biologie an der Los Angeles Normal School, der späteren UCLA. Dort wurde er später Professor und ging 1943 in den Ruhestand.
Er studierte unter anderem fossile Vögel aus pleistozänen Höhlen in Kalifornien, den Teergruben von La Brea und der Green-River-Formation (Fossil Lake) in Oregon.
Sein Sohn Alden Holmes Miller (1906–1965) war Professor für Zoologie an der University of California, Berkeley, ebenfalls Paläornithologe und Direktor des Museums für Wirbeltier-Zoologie.

## Schriften
- Contributions to Avian Paleontology from the Pacific Coast of North America, University of California Press, Berkeley 1912
- Studies on the fossil flora and fauna of the western United States, Carnegie Institution, Washington D. C. 1925
- Fossil birds of California, University of California Press 1929, 1942
- Lifelong boyhood; recollections of a naturalist afield, University of California Press 1950 (Autobiographie)